# Peter Bolliger
Pour les articles homonymes, voir Bolliger.
Peter Bolliger, né le 18 mai 1937 à Bâle et mort le 18 mars 2024, est un rameur d'aviron suisse.
Il remporte aux 1968 à Mexico une médaille de bronze en quatre de couple avec Denis Oswald, Hugo Waser, Jakob Grob et Gottlieb Fröhlich,.